# Тони Хибърт
Антъни Джеймс Хибърт (на английски: Anthony James Hibbert), роден на 20 февруари 1981 в Бирмингам, е английски футболист, защитник.
Тони Хибърт прави своя дебют за Еверън при победата с 2:0 срещу Уест Хям Юнайтед през 2001 г. Той е член на младежкия състав на Евертън, който печелейки Купата на футболната асоциация за младежи през 1998 г. Въпреки че като юноша играе като халф, Хибърт преквалифицира играта си и сега е първи избор на позицията на десния бранител в Евертън. През юли 2005 г. подписва 4- годишен договор със своя роден клуб. През сезон 2004/05 е определен за най-добър десен бек в английския шампионат според статистическия индекс ACTIM. Въпреки това към ноември 2007 г. Хибърт все още не е спечелил повиквателна за националния отбор на своята родина.
Юношата на Евертън изпуска края на сезон 2005/2006 заради проблеми с херния. Лошият му късмет продължава и по време на предсезонната подготовка за следващия сезон, когато се разболява от инфекциозна болест.